# 24 Szkolna Eskadra Śmigłowców

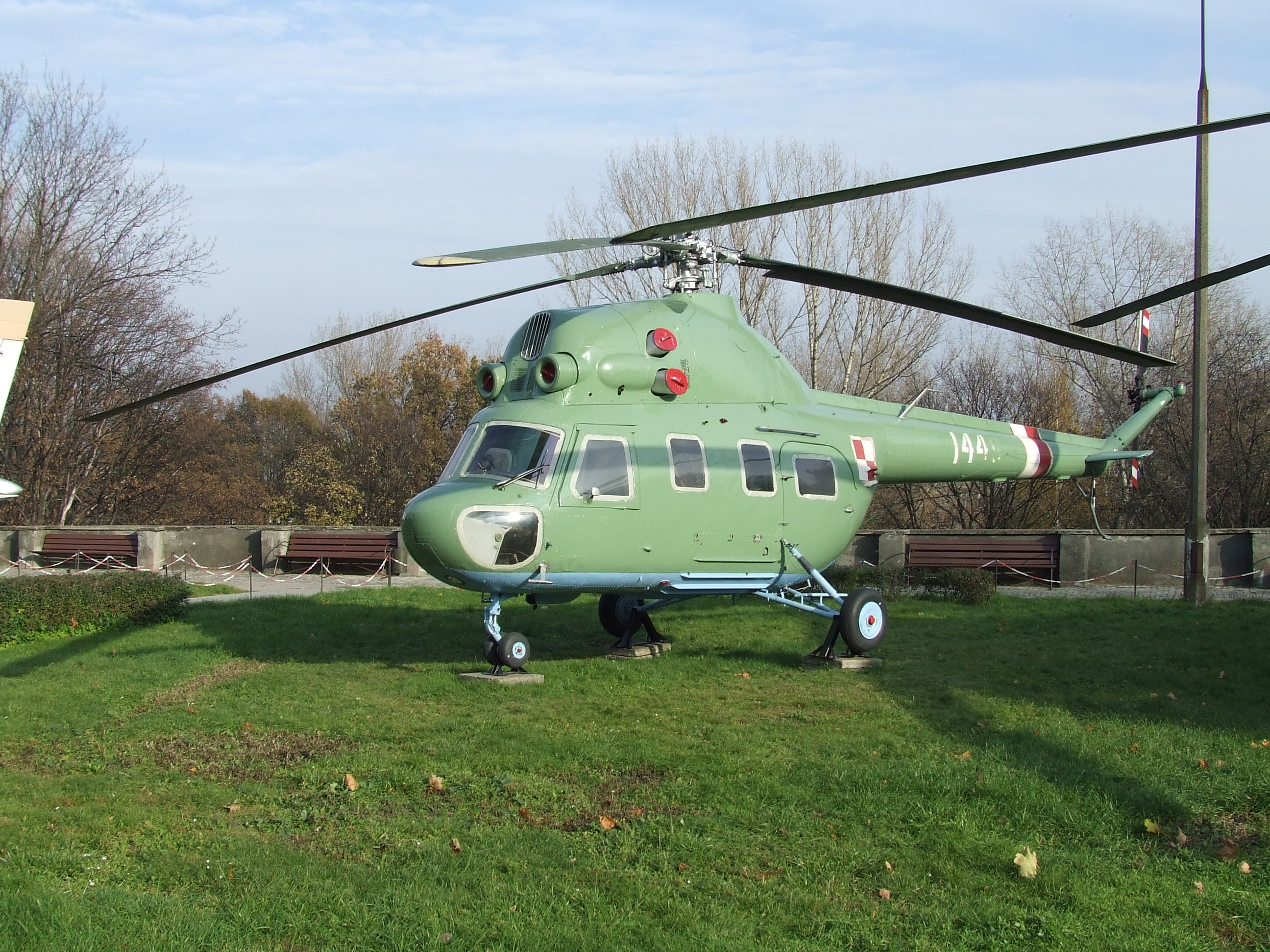
Mi-2

24 Szkolna Eskadra Śmigłowców (24 seś) – szkolny pododdział wojsk lotniczych.

## Formowanie i zmiany organizacyjne
W 1975 roku sformowano 24 Szkolną Eskadrę Śmigłowców. 
Eskadra przeznaczona była do szkolenia zagranicznych studentów w Wyższej Oficerskiej Szkole Lotniczej w Dęblinie.
Z dniem 30 października 1979 roku eskadra została rozformowana.

## Dowódcy eskadry
- ppłk pil. Jan Nowak (1974 - 1978)
- mjr pil. Zdzisław Nowak (1978 - 1979)